# Ronde van de Algarve 2009
De Ronde van de Algarve 2009 (Portugees: Volta ao Algarve 2009) werd gehouden van 18 tot en met 22 februari in Portugal. De ronde wordt sinds 1960 georganiseerd. Het was de 35ste editie van deze rittenkoers, die sinds 2005 deel uitmaakte van de UCI Europe Tour (categorie 2.1). De ronde werd gewonnen door Alberto Contador. De vierde etappe, de individuele tijdrit, werd de beslissende etappe. Deze werd gewonnen door Contador en hij pakte daarmee ook meteen de leiderstrui, die hij niet meer zou afstaan. Titelverdediger was de Belg Stijn Devolder. Van de 172 gestarte renners bereikten 153 de eindstreep in Portimão.

## Etappe-overzicht
| etappe | datum       | start         | finish         | afstand       | winnaar           | klassementsleider |
| ------ | ----------- | ------------- | -------------- | ------------- | ----------------- | ----------------- |
| 1e     | 18 februari | Albufeira     | Olhão          | 173,0 km      | Heinrich Haussler | Heinrich Haussler |
| 2e     | 19 februari | Lagoa         | Lagos          | 183,0 km      | Koldo Fernández   | Koldo Fernández   |
| 3e     | 20 februari | Santo António | Alto do Malhão | 175,0 km      | Antonio Colóm     | Antonio Colóm     |
| 4e     | 21 februari | Castro Marim  | Tavira         | 33,0 km (ITT) | Alberto Contador  | Alberto Contador  |
| 5e     | 22 februari | Vila do Bispo | Portimão       | 168,0 km      | Heinrich Haussler | Alberto Contador  |

## Startlijst
| Quick Step | Astana | Silence-Lotto |
| - 1. Stijn Devolder - 2. Sylvain Chavanel - 3. Steven de Jongh - 4. Dries Devenyns - 5. Matteo Tosatto - 6. Sébastien Rosseler - 7. Kevin Van Impe - 8. Wouter Weylandt          | - 11. Alberto Contador - 12. Andreas Klöden - 13. Dmitri Moeravjov - 14. Björn Schröder - 15. Sérgio Paulinho - 16. Michael Schär - 17. Tomas Vaitkus - 18. Sergej Renev            | - 21. Philippe Gilbert - 22. Greg Van Avermaet - 23. Christophe Brandt - 24. Mickaël Delage - 25. Michiel Elijzen - 26. Staf Scheirlinckx - 27. Roy Sentjens - 28. Johan Vansummeren  |
| Euskaltel - Euskadi | Française des Jeux | Garmin - Slipstream |
| - 31. Koldo Fernández - 32. Gorka Verdugo - 33. Markel Irizar - 34. Iñaki Isasi - 35. Egoi Martínez - 36. Rubén Pérez - 37. Alan Pérez - 38. Pablo Urtasun                       | - 41. Sébastien Chavanel - 42. Arnaud Gérard - 43. Anthony Geslin - 44. Yoann Offredo - 45. Frédéric Guesdon - 46. Sandy Casar - 47. Gianni Meersman - 48. Benoît Vaugrenard        | - 51. Huub Duyn - 52. Blake Caldwell - 53. Julian Dean - 54. Hans Dekkers - 55. Danny Pate - 56. William Frischkorn - 57. Martijn Maaskant - 58. David Millar                         |
| Lampre - N.G.C. | Cofidis, Le crédit en ligne | Team Columbia - Highroad |
| - 61. Damiano Cunego - 62. Manuele Mori - 63. Francesco Gavazzi - 64. Angelo Furlan - 65. Pietro Caucchioli - 66. Simone Ponzi - 67. Mauro Santambrogio - 68. Marco Marzano      | - 71. Alexandre Blain - 72. Stéphane Augé - 73. Hervé Duclos-Lassalle - 74. Leonardo Duque - 75. Sébastien Minard - 76. Nico Sijmens - 77. Christophe Kern - 78. Romain Villa       | - 81. Gert Dockx - 82. Marcel Sieberg - 83. Bert Grabsch - 84. Bernhard Eisel - 85. Maxime Monfort - 86. Marcus Burghardt - 87. Tony Martin - 88. Vicente Reynés                      |
| Team Milram | Team Katusha | Topsport Vlaanderen - Mercator |
| - 91. Robert Förster - 92. Gerald Ciolek - 93. Markus Fothen - 94. Thomas Fothen - 95. Artur Gajek - 96. Björn Schröder - 97. Niki Terpstra - 98. Peter Wrolich                  | - 101. Robbie McEwen - 102. Kenny Dehaes - 103. Sergej Ivanov - 104. Gennadi Michajlov - 105. Stijn Vandenbergh - 106. Nikolai Trussov - 107. Antonio Colom                         | - 111. Johan Coenen - 112. Kristof Goddaert - 113. Maarten Neyens - 114. Stijn Neirynck - 115. Geert Steurs - 116. Kristof Vandewalle - 117. Preben Van Hecke - 118. Bart Vanheule    |
| Vacansoleil Pro Cycling Team | Cervélo Test Team | C. C. Loulé- Louleta |
| - 121. Arnoud van Groen - 122. Aart Vierhouten - 123. Johnny Hoogerland - 124. Wouter Mol - 125. Matteo Carrara - 126. Sergej Lagoetin - 127. Lieuwe Westra - 128. Matthé Pronk  | - 131. Ignatas Konovalovas - 132. Simon Gerrans - 133. Gabriel Rasch - 134. Volodymyr Hoestov - 135. Roger Hammond - 136. Heinrich Haussler - 137. Jeremy Hunt - 138. Andreas Klier | - 141. Eladio Jimenez - 142. Joäo Cabreira - 143. Nuño Marta - 144. César Quiterio - 145. Pedro Lopes - 146. Pablo De Pedro - 147. Pedro Soeiro - 148. Hugo Vitor                     |
| Madeinox Boavista | Liberty Seguros | Barbot - Siper |
| - 151. Tiago Machado - 152. Joaquim Sampaio - 153. Sérgio Sousa - 154. Bruno Lima - 155. Danail Petrov - 156. Santiago Pérez - 157. Nelson Rocha - 158. João Benta               | - 161. Filipe Cardoso - 162. Carlos Nozal - 163. Héctor Guerra - 164. Manuel Cardoso - 165. Ruben Plaza - 166. Isidro Nozal - 167. Rui Sousa - 168. Hernâni Brôco                   | - 171. Carlos Pinho - 173. David Bernabéu - 174. Bruno Castanheira - 175. Bruno Pires - 176. Samuel Coelho - 177. Antonio Amorin - 178. Helder Oliveira                               |
| Palmeiras Resort / Tavira | Paredes Rota Dos Moveis | Rabobank Continental |
| - 181. David Blanco - 182. Cândido Barbosa - 183. Nelson Vitorino - 184. Krasimir Vasilev - 185. Luis Silva - 186. Alejandro Marque - 187. Samuel Caldeira - 188. Martín Garrido | - 191. Constantino Zaballa - 192. Bruno Barbosa - 194. Vergilio Santos - 195. Celestino Pinho - 196. Ruben Calvo - 197. Miguel Candil - 198. David Vaz                              | - 201. Thomas Berkhout - 202. Theo Bos - 203. Sergej Fuchs - 204. Michel Kreder - 205. Steven Kruijswijk - 206. Tejay van Garderen - 207. Michael Van Stayen - 208. Dennis van Winden |
| An Post - Sean Kelly Team | | |
| - 212. Jeff Peeters - 213. Stephen Gallagher - 214. Paidi O'Brien - 215. Kenny Lisabeth - 216. David O'Loughlin - 217. Benny De Schrooder - 218. Steven Van Vooren               | | |

## Klassementsleiders
| Etappe    | Algemeen          | Punten            | Berg               | Sprint       | Jongeren          |
| 1         | Heinrich Haussler | Heinrich Haussler | William Frischkorn | Sérgio Sousa | Heinrich Haussler |
| 2         | Koldo Fernández   | Koldo Fernández   | Celestino Pinho    | Sérgio Sousa | Heinrich Haussler |
| 3         | Antonio Colóm     | Koldo Fernández   | Mauro Santambrogio | Sérgio Sousa | Tiago Machado     |
| 4         | Alberto Contador  | Koldo Fernández   | Mauro Santambrogio | Sérgio Sousa | Tiago Machado     |
| 5         | Alberto Contador  | Heinrich Haussler | Mauro Santambrogio | Sérgio Sousa | Tiago Machado     |
| Eindstand | Alberto Contador  | Heinrich Haussler | Mauro Santambrogio | Sérgio Sousa | Tiago Machado     |

## Etappe-uitslagen

### 1e etappe
| rang | renner            | land      | tijd       |
| ---- | ----------------- | --------- | ---------- |
| 1    | Heinrich Haussler | Duitsland | 4u 31' 43" |
| 2    | Dennis van Winden | Nederland | z.t.       |
| 3    | Koldo Fernández   | Spanje    | z.t.       |
| 4    | Hans Dekkers      | Nederland | z.t.       |
| 5    | Alexandre Blain   | Frankrijk | z.t.       |

### 2e etappe
| rang | renner            | land      | tijd       |
| ---- | ----------------- | --------- | ---------- |
| 1    | Koldo Fernández   | Spanje    | 4u 56' 54" |
| 2    | Manuel Cardoso    | Portugal  | z.t.       |
| 3    | Gerald Ciolek     | Duitsland | z.t.       |
| 4    | Robbie McEwen     | Australië | z.t.       |
| 5    | Heinrich Haussler | Duitsland | z.t.       |

### 3e etappe
| rang | renner           | land     | tijd       |
| ---- | ---------------- | -------- | ---------- |
| 1    | Antonio Colom    | Spanje   | 4u 35' 42" |
| 2    | Alberto Contador | Spanje   | z.t.       |
| 3    | Rubén Plaza      | Spanje   | op 6"      |
| 4    | Bruno Pires      | Portugal | op 10"     |
| 5    | Tiago Machado    | Portugal | op 12"     |

### 4e etappe (individuele tijdrit)
| rang | renner           | land      | tijd   |
| ---- | ---------------- | --------- | ------ |
| 1    | Alberto Contador | Spanje    | 44' 5" |
| 2    | Sylvain Chavanel | Frankrijk | op 33" |
| 3    | Andreas Klöden   | Duitsland | op 36" |
| 4    | Tiago Machado    | Portugal  | op 50" |
| 5    | Rubén Plaza      | Spanje    | op 59" |

### 5e etappe
| rang | renner            | land       | tijd       |
| ---- | ----------------- | ---------- | ---------- |
| 1    | Heinrich Haussler | Duitsland  | 4u 16' 04" |
| 2    | Greg Van Avermaet | België     | z.t.       |
| 3    | Wouter Weylandt   | België     | z.t.       |
| 4    | Bernhard Eisel    | Oostenrijk | z.t.       |
| 5    | Leonardo Duque    | Colombia   | z.t.       |

## Eindklassementen
| Plaats    | Naam             | Ploeg                   | Tijd      |
| --------- | ---------------- | ----------------------- | --------- |
| Gele trui | Alberto Contador | Team Astana             | 19u04'22" |
| 2         | Sylvain Chavanel | Quickstep               | + 01' 06" |
| 3         | Ruben Plaza      | Liberty Seguros         | + 01' 07" |
| 4         | Tiago Machado    | Madeinox-Boavista       | + 01' 08" |
| 5         | Andreas Klöden   | Team Astana             | + 01' 09" |
| 6         | Antonio Colom    | Team Katusha            | + 01' 23" |
| 7         | Tony Martin      | Team HTC-High Road      | + 01' 23" |
| 8         | Simon Gerrans    | Cervelo Test Team       | + 02' 02" |
| 9         | Alejandro Marque | Palmeiras Resort-Tavira | + 02' 08" |
| 10        | David Millar     | Garmin-Slipstream       | + 02' 11" |
|           |                  |                         |           |
| 20        | Gianni Meersman  | Française des Jeux      | + 03' 18" |
| 22        | Lieuwe Westra    | Vacansoleil-DCM         | + 03' 19" |

| Plaats      | Naam              | Ploeg             | Punten |
| ----------- | ----------------- | ----------------- | ------ |
| Groene trui | Heinrich Haussler | Cervelo Test Team | 60     |
| 2           | Koldo Fernández   | Euskaltel-Euskadi | 41     |
| 3           | Manuel Cardoso    | Liberty Seguros   | 28     |

| Plaats    | Naam               | Ploeg           | Punten |
| --------- | ------------------ | --------------- | ------ |
| Rode trui | Mauro Santambrogio | Lampre-NGC      | 16     |
| 2         | Philippe Gilbert   | Silence-Lotto   | 16     |
| 3         | Johnny Hoogerland  | Vacansoleil-DCM | 14     |

| Plaats      | Naam              | Ploeg             | Punten |
| ----------- | ----------------- | ----------------- | ------ |
| Oranje trui | Sérgio Sousa      | Madeinox-Boavista | 8      |
| 2           | Pedro Lopes       | CC Loulé-Louleta  | 7      |
| 3           | Johnny Hoogerland | Vacansoleil-DCM   | 6      |

| Plaats     | Naam              | Ploeg              | Tijd      |
| ---------- | ----------------- | ------------------ | --------- |
| Witte trui | Tiago Machado     | Madeinox-Boavista  | 19u05'30" |
| 2          | Tony Martin       | Team HTC-High Road | +00' 49"  |
| 3          | Heinrich Haussler | Cervelo Test Team  | +01' 09"  |

| Plaats | Ploeg             | Tijd      |
| ------ | ----------------- | --------- |
|        | Astana            | 57u19'05" |
| 2      | Team Columbia-HTC | +00' 48"  |
| 3      | Cervélo TestTeam  | +01' 13"  |

1960 · 1961 · 1962-1976 · 1977 · 1978 · 1979 · 1980 · 1981 · 1982 · 1983 · 1984 · 1985 · 1986 · 1987 · 1988 · 1989 · 1990 · 1991 · 1992 · 1993 · 1994 · 1995 · 1996 · 1997 · 1998 · 1999 · 2000 · 2001 · 2002 · 2003 · 2004 · 2005 · 2006 · 2007 · 2008 · 2009 · 2010 · 2011 · 2012 · 2013 · 2014 · 2015 · 2016 · 2017 · 2018 · 2019 · 2020 · 2021 · 2022 · 2023 · 2024 · 2025